# クレント

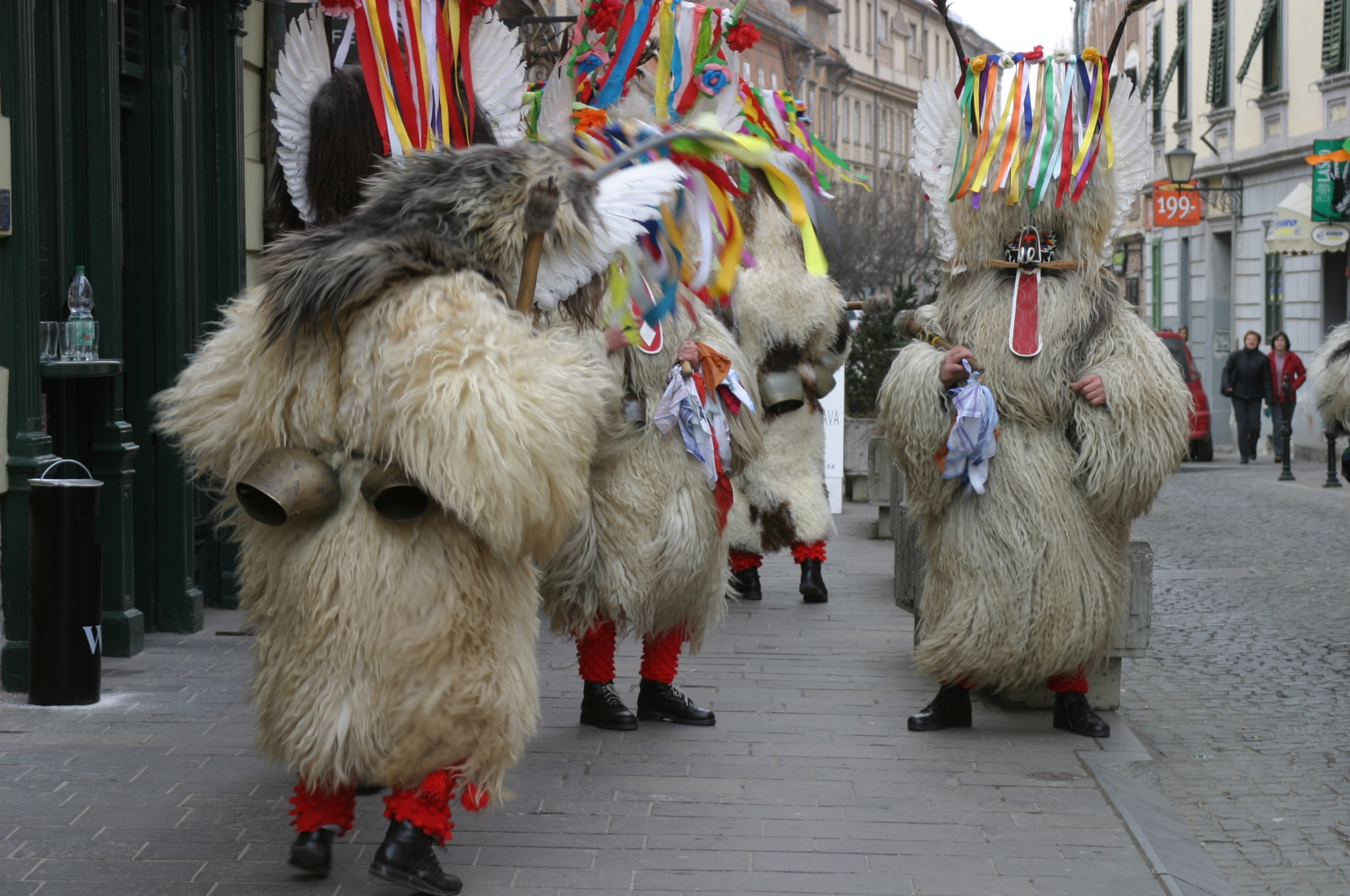
プトゥイでのクレント

クレント（スロベニア語: kurent）またはコラント（スロベニア語: korant）は、スロベニアの伝統的な謝肉祭（プスト）のキャラクターである。

## 概要
起源は、プトゥイ、ドラウスコ・ポリエとその周辺地域にあるとされる。人々は、スロベニアの謝肉祭の時に、クレントの衣装を着て、冬・邪気を追いやるために、鐘を鳴らす。伝統的に、鐘を鳴らすのには春を呼び込み、豊作を祈るという意味もあると言われている。クレントは羊の毛皮を着て、腰に鐘をかけていて、顔全体を覆う仮面を付けている。足にも毛皮を巻いている。 頭の飾りには2種類あって、牛の角を付けるものと、鳥の羽を付けるものである。
冬の伝統行事クレントヴァニエでは、伝統的な仮面をかぶり、羊の皮を身にまとったクレントがプトゥイの町を練り歩き家々を訪ねまわる。この伝統行事は、2017年にユネスコの無形文化遺産に登録された。